# Tony deBrum
Tony deBrum, född 26 februari 1945 på atollen Likiep bland Marshallöarna, död 22 augusti 2017 i Majuro, var en marshallesisk politiker och miljöaktivist. Han var en av författarna av landets författning och hade flera ministerposter; utrikesminister (tre gånger), hälso- och miljöminister samt presidentens assisterande minister. Under sin karriär arbetade han för landets självständighet, sedan mot kärnvapen och för klimatet.

## Biografi
Året efter Tonys födelse påbörjade USA atombombsprov på Bikiniatollen cirka 400 km väster om Likleb. När han var nio år bevittnade han världens största provsprängning av en vätebomb, Bravo, 1000 gånger kraftigare än bomben som ödelade Hiroshima.
Efter grundutbildning studerade de Brum vid University of Hawaii och var med och tog fram ett marshalliansk-engelskt lexikon som publicerades 1976.

## Politiskt arbete
När Marshallöarna blev självständigt 1979, blev deBrum förstesekreterare under den första presidenten Amata Kabua fram till 1987. Han var med och utarbetade Marshallöarnas konstitution. I början av 2008 utnämnde den nyvalde presidenten Litokwa Tomeing deBrum till utrikesminister. Men på grund av dennes kritik av USA blev han avskedad i oktober 2009.
Tony deBrum arbetade för sanering av Bikiniatollen och skadestånd till de människor som drabbades av radioaktiv strålning. Våren 2014 lämnade han in en stämningsansökan till den Internationella domstolen i Haag mot de åtta kärnvapenmakterna som trots att de undertecknat Icke-spridningsavtalet ännu inte har vidtagit märkbara åtgärder.

## Priser och utmärkelser
- (2015) The Nuclear-Free Future Award[10][13]
- (2015) Right Livelihood Awards hederspris till Tony deBrum och det marshalliensiska folket: | ”                                          | …som ett erkännande av deras vision och mod att vidta rättsliga åtgärder mot kärnvapenmakterna för att de inte uppfyller sina åtaganden till nedrustning av kärnvapen enligt icke-spridningsavtalet och internationell sedvanerätt. | „ |
| – Right Livelihood Award, 30 november 2015 | |   |

## Originalcitat
1. ↑  ...in recognition of their vision and courage to take legal action against the nuclear powers for failing to honour their disarmament obligations under the Nuclear Non-Proliferation Treaty and customary international law.